# Bisdom Nebbi

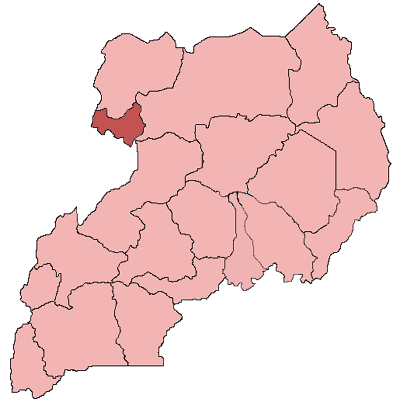
Het bisdom Nebbi binnen Oeganda

Het bisdom Nebbi (Latijn: Dioecesis Nebbensis) is een rooms-katholiek bisdom met als zetel Nebbi in Oeganda. Het is een suffragaan bisdom van het aartsbisdom Gulu. Het bisdom werd opgericht in 1996. Hoofdkerk is de Kathedraal van het Onbevlekte Hart van Maria.
In 2019 telde het bisdom 20 parochies. Het bisdom heeft een oppervlakte van ongeveer 5.098 km². Het telde in 2019 667.000 inwoners waarvan 79,1% rooms-katholiek was. 

## Bisschoppen
- John Baptist Odama (1996-1999)
- Martin Luluga (1999-2011)
- Sanctus Lino Wanok (2011-2018)
- Raphael p’Mony Wokorach, M.C.C.I. (2021-)